# Logolona
Logolona est une localité située dans le département de Kampti de la province du Poni dans la région Sud-Ouest au Burkina Faso.

## Géographie
Logolona se trouve à environ 12 km au sud-est de Kampti, à 5 km au nord-est de Latara et de la route nationale 12 menant à la frontière ivoirienne.

## Santé et éducation
Le centre de soins le plus proche de Logolona est le centre de santé et de promotion sociale (CSPS) de Latara tandis que le centre médical est à Kampti et que le centre hospitalier régional (CHR) de la province se trouve à Gaoua.